# Войтенко, Анастасия Филимоновна
Анастаси́я Филимо́новна Войте́нко (5 июня 1929, с. Супрунов, Литинский район, Винницкий округ, УССР, СССР [ныне — с. Супрунов, Литинский район, Винницкая область, Украина] — 5 октября 2007, Пушкино, Московская область, Россия) — советский и российский лингвист, диалектолог и лексикограф, специалист в области лингвогеографии, также занималась вопросами диалектной ономастики и этнолингвистики; кандидат педагогических наук (1958), доктор филологических наук (1997), профессор. Автор научных трудов, посвящённых изучению говоров Московского региона. Главными и наиболее известными работами являются: «Словарь говоров Подмосковья» (1‑е изд. — 1969; 2‑е изд. Вып. 1 — 1995) и «Лексический атлас Московской области» (1991), «Московская диалектная лексика в ареальном аспекте» (2000), научно-популярное издание «Что двор, то говор» (1‑е изд. — 1993; 2‑е изд. — 2007). Также ей были разработаны и составлены учебные и научно-методические пособия по русской диалектологии, диалектологической практике, украинскому языку.

## Биография

### Рождение. Родители. Ранние годы

#### Украина
Родилась 5 июня 1929 года в селе Супрунове, Литинского района, Винницкого округа, Украинской ССР в семье крестьян Филимона Моисеевича Войтенко (1898—1949) и его жены Марии Игнатьевны (урождённой Мельник) (1904—1978).
В семье было восемь детей (сама Анастасия Филимоновна была вторым ребёнком): старший сын, Степан, родился в 1923 году, в 1930 — вторая дочь, Антонина, затем, в 1932 — Дмитрий (умер от голода в первые дни своей жизни), в 1934 — Зоя, около 1942 года появились на свет два брата-близнеца, также скончавшиеся от голода ещё младенцами, в 1944 родился Владимир — самый младший, поздний ребёнок (на момент его рождения отцу было 45 лет, матери — 40).
О родителях Анастасии Филимоновны известно немного. Отца после революции пытались несколько раз завербовать в разные повстанческие группировки, от которых он спасался бегством. В последний раз ему удалось сбежать из плена добровольческой армии (бывшей в то время под командованием А. И. Деникина), однако, бежав, по дороге он был перехвачен отрядом Рабоче-крестьянской Красной армии, на стороне которой ему затем пришлось воевать. В тяжёлом бою под п. Вапнярка против получил сильное пулевое ранение в голову и был отправлен в военный госпиталь в Одессу. После завершения Гражданской войны он окончил три класса школы грамоты (ликпункта) и уехал на заработки в Москву, откуда в голодные тридцатые годы присылал семье посылки с сухарями. Позже А. Ф. Войтенко писала: «Этими сухарями мы спаслись…». Мать, Мария Игнатьевна, была простой домохозяйкой, сумевшей вырастить детей в тяжёлые годы Голодомора, Великой Отечественной войны.
Раннее детство Анастасия Филимоновна провела на Украине, в Супрунове. Семья жила бедно и голодно: «В этот раз мама подаёт нам лушпаки́ — помытые, поджаренные просто на поду́, без масла, картофельные очистки. С каким удовольствием мы их ели!»

#### Жизнь в Азии. Туркменистан
В 1932 году, когда девочке исполняется 3 года, семья переезжает в Азию, в Туркменистан, и проживает в посёлке Бами́ Бахарденского района Ашхабадской области. Отец устраивается на должность стрелочника при станции.
Так запомнился непродолжительный период жизни в Бами́ Анастасии Филимоновне: «Жить тогда в Азии было, с одной стороны, очень легко. Было много урюка, винограда. Папа сажал нас с сестрой на ишачка, и мы уезжали куда-то в горы за урюком. Помню, как мы сидим на ишаке, а папа бежит рядом с ишачком и как-то правит им. А обратно мы тащимся пешком, а ишачок везёт два мешка урюка; компоты из свежего урюка заканчивали наш обед ежедневно, потом целую гору косточек мы с сестрой разбивали молотком и тоже всё поедали».
В сентябре 1936 года там же, в Бами́, она поступает в школу. Самым любимым предметом маленькой А. Ф. Войтенко было пение — учительница (тоже украинка) Зоя Ефимовна Стриха вызывала девочку на каждом уроке, и та пела песню «Ой не ходи, Грицю…»: «Ой, не ходи, Грицю, та й на вечорницi, бо на вечорницях дївки чарiвницї». В 1937 году пошла там же во второй класс. Однако чуть позже, в том же году, в рабочую смену отца, далеко от Бами́, на станции Ары́сь в Казахстане, произошла авария. Всех, кто был на дежурстве на момент аварии, арестовывали. По совету начальника станции Ефима Стрихи, на ближайшем товарном поезде семья налегке бежала из посёлка, оставив всё, что у них было, чтобы бегство не привлекло внимания. Старшим детям на короткий срок пришлось разлучиться с родителями: Анастасию Филимоновну оставили у Ивана Моисеевича Войтенко (младшего брата отца), который жил неподалёку — на станции Бахарде́н, сына Степана пристроили в интернат в посёлке Безмеи́н Ашхабадской области.

#### Казахстанский период
С 1935 года проживала в г. Коскудуке (Казахстан), там окончила среднюю школу и в 1946 году поступила в КазГУ на историко-филологический факультет.

### Алтай
С 1950 года работала в Горно-Алтайском Государственном пединституте на кафедре русского языка.

### Переезд в Москву
В 1954 году переезжает в Москву.
В период с 1954 по 1959 год работает в МОПИ и учится в аспирантуре. Кандидат педагогических наук (1958), тема: «Учение о частях речи в учебниках школьной грамматики русского языка XIX—XX вв».
В 1959—1960 гг. работает редактором в Учпедгизе.

### Работа над «Словарём говоров Подмосковья»
В 1969 году публикует под фамилией Иванова «Словарь говоров Подмосковья», позволивший вести исследовательскую работу с привлечением диалектной лексики Подмосковья. Словарь стал ценнейшим материалом для этимологии и лексикографии; лексикографы Санкт-Петербурга включили его в «Словарь русских народных говоров» в качестве источника ещё до его публикации; многочисленные диалектологические и этнолингвистические исследования уверенно используют лексику московского областного словаря в практических целях. Словарь включает лексику 50-60-х годов XX века тех регионов, где местные говоры Подмосковья сохранились достаточно хорошо, поэтому лексика в словаре живая, экспрессивно яркая, нередко уходящая вглубь древних кривических и вятичских пластов. Лексемы словаря строго паспортизированы с указанием того, в какой фонетической зоне находится каждое слово, — окающей, акающей или акающе-якающей. Эти ориентиры словаря стали той базой, которая наметила ареалы и изоглоссы на территории Подмосковья и стала, по словам Г. Г. Мельниченко, «надёжным плацдармом для дальнейшей плодотворной работы по изучению диалектной лексики» Московской области. Выполнена первоочередная задача региональной лексикографии, издан региональный словарь, высокую оценку которому дали в своих трудах профессоры В. А. Козырев и Ф. П. Сороколетов.

### Сбор данных для «Лексического атласа Московской области»
Новая работа — подготовка к изданию атласа говоров Подмосковья. Этому способствовало знакомство и дружба с известным диалектологом А. К. Кощелевым, работавшим в Болгарии в Софийском университете, и с академиком Н. И. Толстым. Работа над атласом началась с создания программы, в подготовке которой принимал личное участие Н. И. Толстой, и определения сетки пунктов обследования. Затем начался сбор материалов, в котором принимали активное участие студенты Московского областного педагогического института (МОПИ). В результате был собран доброкачественный материал. А. Ф. Войтенко получала благодарные письма от местных жителей, которые благодарили собирателя за интерес к их ускользающему укладу жизни и живой речи.

### Издание атласа
Внесла значительный вклад в развитие русской диалектологии. Региональные Словарь и Атлас Московской области — результат многолетнего труда по изучению диалектной лексики Подмосковья. Сведения по лексике вятичей были отмечены в «Лексическом атласе Московской области» академиком О. Н. Трубачёвым. Высокую оценку Атласу дал в своё время в отзыве на рукописный экземпляр труда член-корреспондент АН СССР Р. И. Аванесов, высоко оценил уже опубликованный труд доктор филологических наук И. А. Попов, всемерно поддерживавший издание регионального лингвогеографического исследования, писавший: «Атлас явился лингвистическим и историческим памятником народного языка нашего времени».
Доктор филологических наук (1997), тема: «Лексические различия на территории Московской области (лексикографическая, лексикологическая и лингвогеографическая характеристика». Профессор (1997).

### «Московская диалектная лексика в ареальном аспекте»
Накапливая материал и публикуя его, а затем обобщая и сопоставляя с другими лексическими зонами, А. Ф. Войтенко показывает место московской диалектной лексики в контексте русских народных говоров. По словам А. В. Тер-Аванесовой, «Можно с уверенностью утверждать, что на сегодняшний день благодаря работам А. Ф. Войтенко Подмосковье является наиболее изученной с точки зрения лексики и этнологии территорией России».

### Семья
- Отец — Филимон Моисеевич Войтенко (27 декабря 1898 — 13 января 1948).
- Мать — Мария Игнатьевна Войтенко (урождённая Мельник) (4 июня 1900 — 27 ноября 1978).
- Муж — Николай Петрович Иванов (19 декабря 1923 — 1 августа 1985). Один из ведущих алтайских художников-живописцев 1960—1980-х годов. Выпускник МГПИ им. В. И. Сурикова. Член Союза художников СССР (1967).

- Дочь — Татьяна Николаевна Войтенко (урождённая Иванова) (род. 14 сентября 1950). Кандидат филологических наук.

- Внучка — Анна Викторовна Войтенко (урождённая Журавлёва) (род. 6 сентября 1972). Кандидат филологических наук, доцент. Преподаватель диалектологии, лингвистической географии и этнолингвистики в Московском государственном областном университете.

## Избранные работы

### Научные труды
- Иванова (Войтенко) А. Ф. Словарь говоров Подмосковья. — М. : Изд-во МОПИ им. Н. К. Крупской, 1969. — 598 с.
- Войтенко А. Ф. Лексический атлас Московской области. — М. : Изд-во МОПИ им. Н. К. Крупской, 1991. — 224 с.
- Войтенко А. Ф. Московская диалектная лексика в ареальном аспекте. — М. : ИПТК «Логос», 2000. — 320 с.
- Войтенко А. В., Войтенко А. Ф. Диалектологическая практика: Учебное пособие для студентов педагогических вузов по специальности «Русский язык и литература». — М. : ИПТК «Логос», 1998. — 132 с.
- Войтенко А. В., Войтенко А. Ф. Московские говоры в заданиях для студентов: Хрестоматия. Часть 1. — М. : Изд-во МГОУ, 2006. — 240 с.

Полный список основных научных трудов см. в издании Русский язык: история, диалекты, современность. Выпуск VI. Юбилейный сборник научных трудов. — М. : Изд-во МГОУ, 2005. — 444 с.

### Научно-популярные издания
- Войтенко А. Ф. Что двор, то говор. — М. : Московский рабочий, 1993. — 232 с. (2-е изд., исправленное и дополненное. — М. : ИПЦ «Дизайн. Информация. Картография», 2007.)